# フェイス (テレビドラマ)
『フェイス』は、1997年7月1日から9月16日まで毎週火曜日22時 - 22時54分に、関西テレビ制作フジテレビ系「火曜夜10時ドラマ枠」で放送された日本のテレビドラマ。
多重人格を題材としている。
モデルとして活躍していたりょうが女優として本格的に活動を始めた作品。
脚本を吉本昌弘、演出を楠田泰之、アベクカンパニー製作と90年代初頭に流行ったジェットコースタードラマを彷彿とさせる作品として放送された。

## あらすじ
夏樹は女を金づるとして利用することしか考えない男。ある日、クラブで友人と遊びにきた彩に接近し、彩が自分の両親のいない境遇と知り惹かれていく。そんな中、彩宛てに母親が生きているという手紙が届く。そのカギとなる東都病院を訪ねた彩は、とてつもない恐怖に襲われる。気を失った彩は医師の裕介の処置で意識を取り戻すが、彩の心にもう一人の人格アヤが生まれていた。夏樹は彩ともう一人のアヤに翻弄されていく。

## キャスト
- 沢田夏樹（25） - 武田真治
- 月島彩 / ツキシマアヤ（24） - りょう
- 谷合美里（20） - 雛形あきこ
- 浅野五月（30） - 五十嵐いづみ
- 黒木 - 高杉亘
- 黒部達也（27） - 櫻庭博道
- 木村友美（25） - 街田しおん
- 沢田千秋（15） - 山口あゆみ（幼少期: 岡崎愛）
- 谷合慎一（39） - 生瀬勝久
- 佐竹満男 - 草川祐馬
- 柊春子（47） - 根岸季衣
- 谷合裕介（32） - 保阪尚輝

## スタッフ
- 企画：濱星彦
- 脚本：吉本昌弘、尾崎将也
- 音楽：久保田修
- 主題歌：ザ・ローリング・ストーンズ「悲しみのアンジー」（1973年に発表された楽曲）
- プロデュース：森田拓治、飯塚正彦
- 演出：楠田泰之、阿部雄一、笠置高弘
- 協力：東通、フジアール、TMCレモンスタジオ
- 制作：関西テレビ、AVEC

## 放送日程
| 各話                                                      | 放送日  | サブタイトル                 | 脚本     | 演出     | 視聴率 |
| --------------------------------------------------------- | ------- | ---------------------------- | -------- | -------- | ------ |
| 第1話                                                     | 7月01日 | 魔性の恋それは始まった       | 吉本昌弘 | 楠田泰之 | 15.1%  |
| 第2話                                                     | 7月08日 | この体、私だけのものじゃない | 吉本昌弘 | 楠田泰之 |        |
| 第3話                                                     | 7月15日 | 1997年、夏彼女は動き出した   | 吉本昌弘 | 阿部雄一 | 11.8%  |
| 第4話                                                     | 7月22日 | あなたの子妊娠しちゃった!    | 尾崎将也 | 阿部雄一 | 12.1%  |
| 第5話                                                     | 7月29日 | 私の赤ちゃんを返して!        | 吉本昌弘 | 笠置高弘 |        |
| 第6話                                                     | 8月05日 | お母さん! 秘密の扉が開いたわ | 吉本昌弘 | 阿部雄一 | 11.3%  |
| 第7話                                                     | 8月12日 | ウソだ! 俺の彩が死んだなんて | 吉本昌弘 | 笠置高弘 | 10.6%  |
| 第8話                                                     | 8月19日 | あの女の代わりに私を抱ける?  | 尾崎将也 | 阿部雄一 | 11.2%  |
| 第9話                                                     | 8月26日 | 目覚めたわ私が第三の人格よ   | 吉本昌弘 | 阿部雄一 | 13.4%  |
| 第10話                                                    | 9月02日 | 第3の人格が示した残酷な事実  | 吉本昌弘 | 笠置高弘 | 10.9%  |
| 第11話                                                    | 9月09日 | 謎は解けたそして、母に会えた | 吉本昌弘 | 阿部雄一 |        |
| 最終話                                                    | 9月16日 | 偽りの新婚生活               | 吉本昌弘 | 楠田泰之 | 14.2%  |
| 平均視聴率12.3%（視聴率は関東地区・ビデオリサーチ社調べ） |         |                              |          |          |        |